# Marie Avgeropoulos

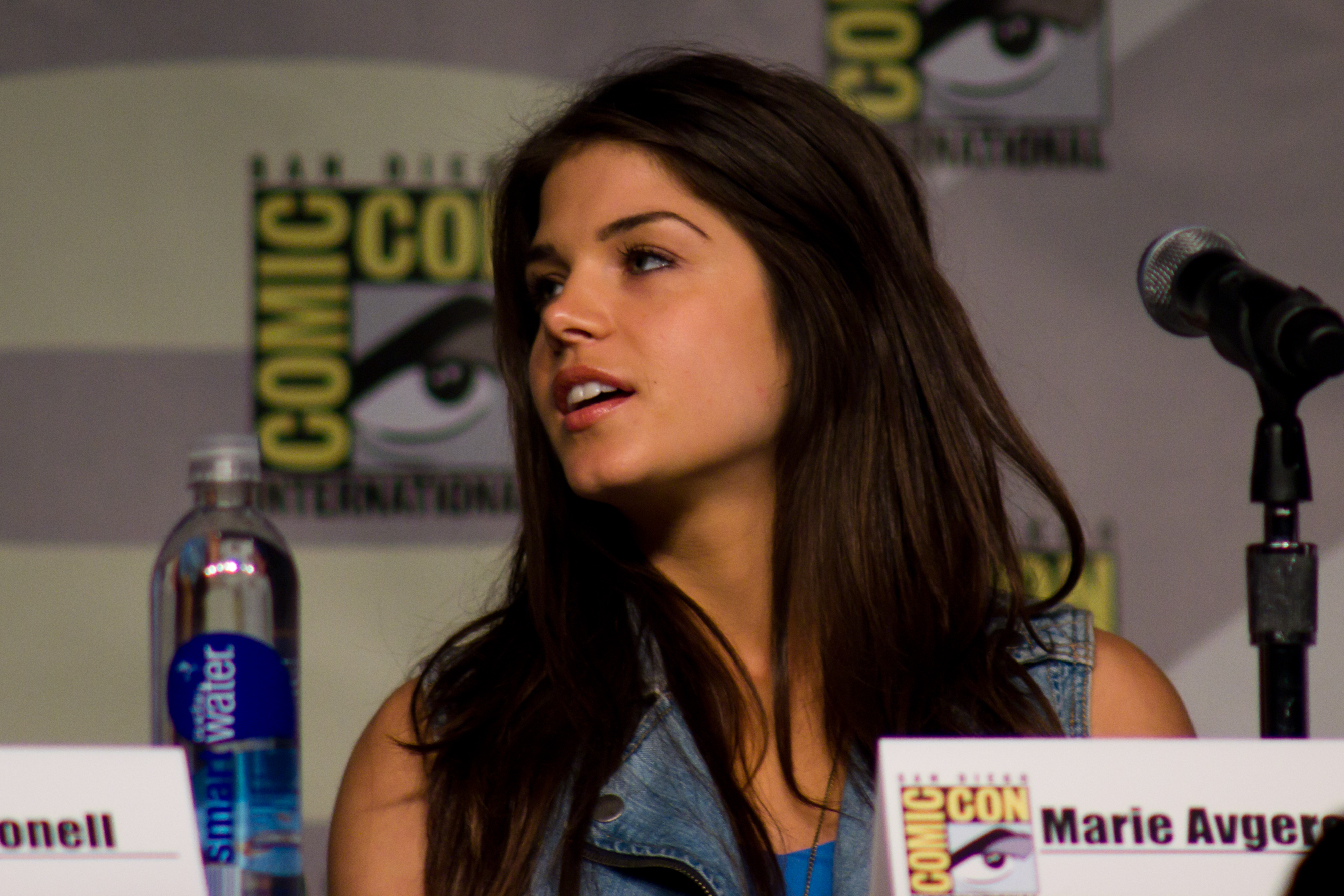
Marie Avgeropoulos (2013)

Marie Avgeropoulos (griechisch Μαρία Αυγεροπούλου; * 17. Juni 1986 in Thunder Bay, Ontario) ist eine kanadische Schauspielerin.

## Leben
Marie Avgeropoulos ist griechischer Abstammung. Sie studierte zwei Jahre lang Fernsehjournalismus am Port Arthur Collegiate Institute, einem Institut der Lakehead University in ihrer Heimatstadt Thunder Bay. Anschließend reiste sie für zwei Monate durch Europa, bevor sie nach Kanada zurückkehrte und nach Vancouver zog, wo sie versuchte, sich als Schauspielerin zu etablieren. Da sie seit ihrer Jugend Schlagzeug spielte, wurde sie für mehrere kanadische Werbespots gecastet, wobei sie von Chris Columbus entdeckt wurde, der sie wiederum für eine kleine Rolle in dessen Komödie I Love You, Beth Cooper engagierte. 2014 erhielt sie die Hauptrolle Octavia Blake in der US-amerikanischen Science-Fiction-Fernsehserie The 100.
Avgeropoulos war bis Anfang 2015 mit dem Schauspieler Taylor Lautner liiert, mit dem sie zusammen die Hauptrollen im Actionfilm Tracers spielte.

## Filmografie (Auswahl)
- 2009: I Love You, Beth Cooper
- 2009: Sorority Wars (Fernsehfilm)
- 2009: Harper’s Island (Fernsehserie, Folge 1x04 Bang)
- 2009: Supernatural (Fernsehserie, Folge 4x13 Schulzeit)
- 2009: The Guard (Fernsehserie, Folge 2x08 Body Parts)
- 2010: Smoke Screen (Fernsehfilm)
- 2010: Percy Jackson – Diebe im Olymp (Percy Jackson & the Olympians: The Lightning Thief)
- 2010: Hunt to Kill
- 2010: Human Target (Fernsehserie, Folge 2x06 The Other Side of the Mall)
- 2010: Troop – Die Monsterjäger (The Troop, Fernsehserie, Folge 1x15 Speed)
- 2010: Fringe – Grenzfälle des FBI (Fringe, Fernsehserie, 2 Folgen)
- 2011: 50/50 – Freunde fürs (Über)Leben (50/50)
- 2011: Eureka – Die geheime Stadt (Eureka, Fernsehserie, Folge 4x12 Reprise)
- 2011: Hiccups (Fernsehserie, Folge 2x08 Sexual Healing)
- 2012: 90210 (Fernsehserie, Folge 5x19)
- 2012: Running Girl (Fugitive at 17)
- 2012: Walking the Halls
- 2012: The Inbetweeners (Fernsehserie, 4 Folgen)
- 2013: Cult (Fernsehserie, 10 Folgen)
- 2014–2020: The 100 (Fernsehserie, 95 Folgen)
- 2015: Tracers
- 2015: Frozen Money (Numb)
- 2015: Isolation
- 2016: Dead Rising: Endgame
- 2019: Wonder Woman: Bloodlines (Stimme)
- 2020: Jiu Jitsu
- 2023: King of Killers
- 2024: The Painter
- 2024: Queen of the Ring